# 浅間神社 (忍野村忍草)

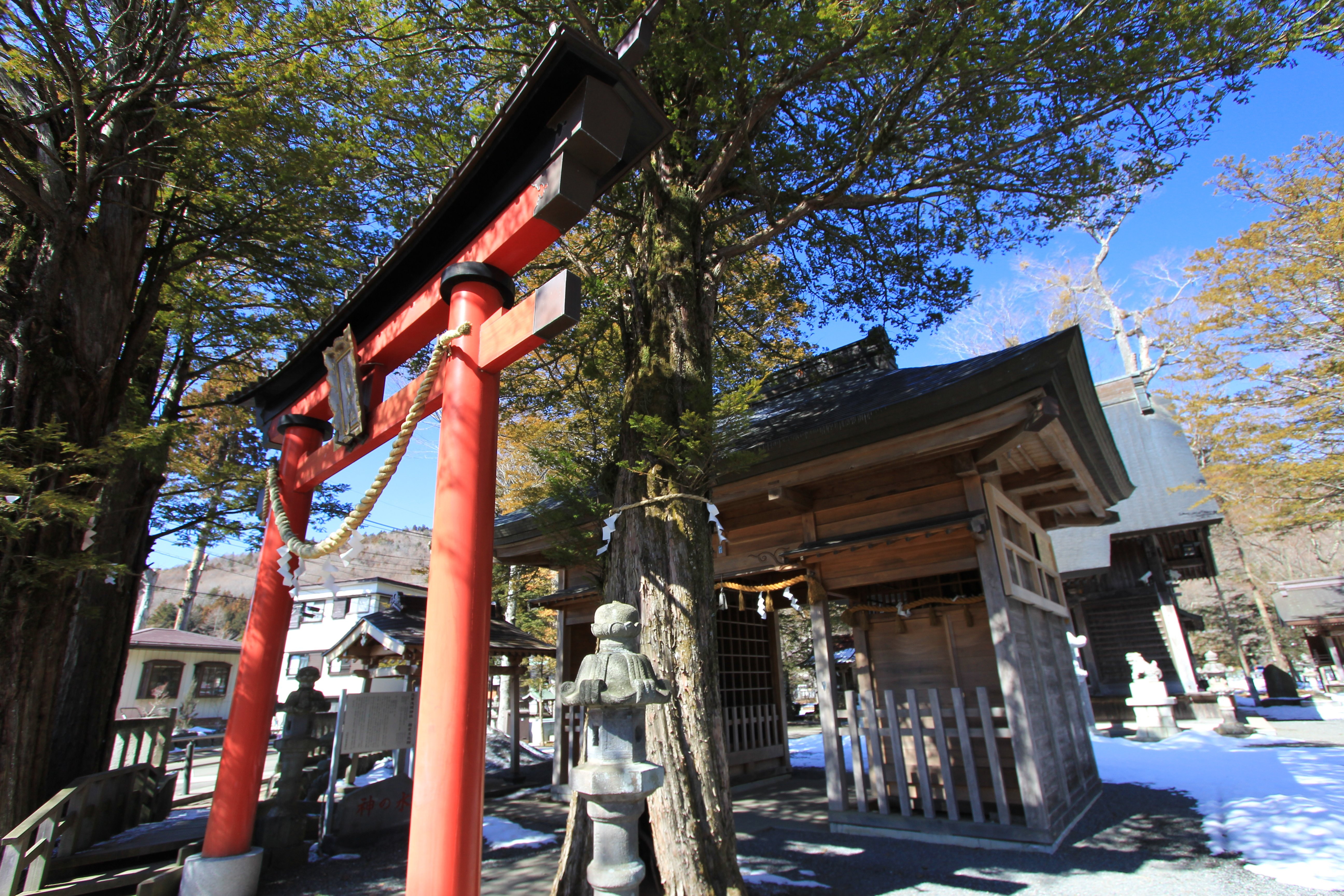
横から

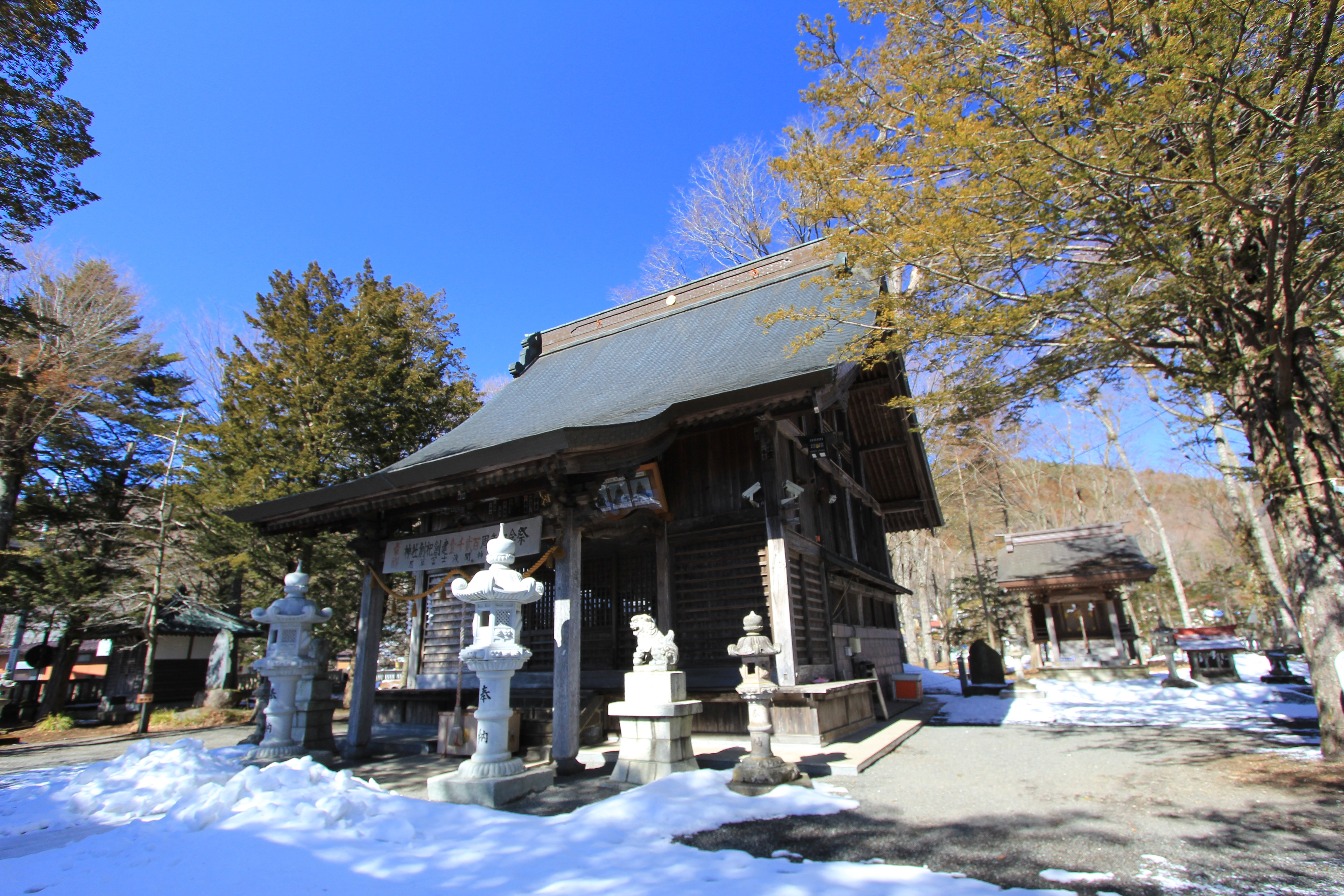
拝殿

浅間神社（せんげんじんじゃ）とは、山梨県忍野村西部の忍草（しぼくさ）地区にある神社。
地名を冠して忍草浅間神社（しぼくさせんげんじんじゃ）と呼ばれたり、同地区にある忍野八海に因んで忍野八海 浅間神社（おしのはっかいせんげんじんじゃ）と呼ばれることもある。

## 概要
平城天皇御代の大同2年（807年）に創建され、文治2年（1186年）に社殿が再建された。
建久4年（1193年）に源頼朝が富士裾野で巻狩りを行った際、鳥居峠から鬼坂までを御朱地として賜り、同年8月6日に鎌倉幕府の武運長久祈願を申付けられた和田義盛と畠山重忠が随神門と金剛力士像（運慶作）を建立した。

## 祭神
- 木花之咲耶姫命（浅間大神）

相殿
- 天津日高日子番能邇々藝能尊（愛鷹大神）
- 大山津命（足柄大神）

## 境内
- 本殿・拝殿
- 随神門
- 鳥居

### 境内社
- 諏訪神社

## 文化財
- 三神像（国指定重要文化財） --- 本殿に祀られている木花咲耶姫命・鷹飼(たかがい)・犬飼(いぬかい)坐像の三神像であり、正和4年（1315年）丹後国の仏師・静存の作と伝えられている[2]。

村指定文化財
- 本殿・棟札（慶長18年（1613年））
- 四天王像（持国天と増長天）
- 大鳥居扁額
- 境内末社諏訪神社の神輿と祭典記録
- 忍草の獅子神楽舞（無形文化財）

自然
- イチイの群集（県指定天然記念物）
- 大ケヤキ（村指定天然記念物）